# Clare Mackintosh
Clare Mackintosh (28 de agosto de 1976 en Bristol, Sudoeste de Inglaterra) es una novelista y exagente de policía inglesa.

## Biografía

### Educación y vida laboral
Estudió en la Royal Holloway University de Surrey, donde obtuvo un diploma en francés y en dirección de empresas. Posteriormente se trasladaría a París como parte del curso trabajando como secretaria bilingüe.
Más adelante se uniría al cuerpo de policía donde alcanzaría el rango de sargento en Chipping Norton antes de ser inspectora de operaciones de la policía de Thames Valley en Oxfordshire.
Estuvo en activo durante doce años hasta que en 2011 decide retirarse para dedicarse a la literatura.